# JoNaLu
JoNaLu ist eine deutsche animierte Kinderserie, die im Auftrag des KiKA und dem ZDF von Scopas Medien produziert wurde. Die Serie richtet sich vornehmlich an Vorschulkinder und bringt wichtige Lebensweisheiten bei und spornt zu Mitmachaktionen an.

## Handlung
JoNaLu setzt sich aus den Namen der drei Protagonisten Jo, Naya und Ludwig zusammen, die zu dritt auch als Jonalus bezeichnet werden. Sie leben in einem Mauseloch in einem Haus mit Garten, das Paul mit seinen Eltern bewohnt.
Zusammen spielen sie oder unternehmen abenteuerliche Ausflüge und animieren die Kinder zum Mitmachen. Dabei werden auch Werte wie Zusammenhalt, Freundschaft, Ehrlichkeit und Hilfsbereitschaft vermittelt. In jeder Folge singen und tanzen die Jonalus, wobei sich die Komposition und Choreographie an der jeweiligen Aktion oder Unternehmung orientiert.

## Produktion und Veröffentlichung
Die Serie startete im April 2010 mit der ersten Staffel zu je 13 Folgen im TV auf dem Kinderkanal und wurde werktags um 8:25 Uhr, später um 9:55 Uhr ausgestrahlt. Sonntags wurden die jeweiligen fünf Folgen wiederholt. Als Produzent fungierte Jan Bonath von der scopas Medien AG des ZDF.
Im Mai 2013 wurde bekannt gegeben, dass zurzeit die zweite Staffel mit 13 neuen Folgen produziert wird. Die Erstausstrahlung der zweiten Staffel erfolgte ab Februar 2016 täglich im TV auf dem Kinderkanal um 18.15 Uhr.

## Charaktere
| Figur           | Synchronisation                                              | Sprache                            | Beschreibung |
| --------------- | ------------------------------------------------------------ | ---------------------------------- | --- |
| Jo              | Cedric Eich Felix Stimming (Gesang 2. Staffel)               | deutsch                            | Mäuserich, der meist eine Latzhose mit einem Hosenträger trägt. Oft animiert er die anderen zu Aktionen oder Unternehmungen                                                               |
| Naya            | Marie-Madeleine Ipoumb (1. Staffel) Léa Mariage (2. Staffel) | deutsch                            | Mäusemädchen, das sich von Jo zu gemeinsamen Aktionen hinreißen lässt. Sie trägt einen lila-rosafarbig karierten Minirock mit gleichfarbigem Top und einer rosaroten Blume am linken Ohr. |
| Ludwig, kurz Lu | Ilona Schulz                                                 | deutsch bzw. Babysprache           | Marienkäfer und der Jüngste der Jonalus. Manchmal stellt er sich tollpatschig an, bekommt aber immer Hilfe von Naya und Jo                                                                |
| Penelope        | Gisela Fritsch                                               | versteht und spricht alle Sprachen | weise Schildkröte |
| Caruso          | Lino Modica                                                  | italienisch                        | Frosch mit athletischer Statur |
| Carmen          | Iris Artajo                                                  | spanisch                           | Siebenschläferin |
| Sibel           | Selen Savas                                                  | türkisch                           | Schmetterlingmädchen |
| Minou           | Soraya de Mello                                              | französisch                        | Glühwürmchen |
| Scottie         | Jeff Burrell                                                 | englisch (amerikanisch)            | Spinne |
| Nikolaj         | Vassili Voronov                                              | russisch                           | Maulwurf |
| Paul            | Amandus Hopfgarten                                           | deutsch                            | der Junge, in dessen Kinderzimmer die Jonalus ihre Wohnung haben |
| Min Lin         | Leu Huang                                                    | chinesisch                         | Echse |
| Stanisław       |                                                              | polnisch                           | Wintergoldhähnchen |

Dialogbuch und -regie stammt z. T. von Petra Barthel, die in der Folge Der Wandertag auch als Sprecherin "Pauls Mutter" zu hören ist.

## Episodenliste
| #  | Titel                      | Beschreibung |
| 1  | Der Wandertag              | Die Jonalus unternehmen einen Wandertag und verlieren in einem kurz aufkommenden Sturm ihren Proviant. |
| 2  | Kunterbunt gemalt          | Die Jonalus finden Pauls Wasserfarben und ein Bild, das der Junge gemalt hat. Jo und Naya malen ein Pferd und eine Fee, während Ludwig mit den Farben herummatscht. |
| 3  | Der Pusteblumentag         | Wie jedes Jahr wird die erste Pusteblume des Jahres für einen Wettbewerb genutzt. |
| 4  | In der Falle               | Die drei Freunde schleichen sich in die Vorratskammer, um von den Köstlichkeiten zu naschen. Dabei tappen Jo und Naya versehentlich in eine Mausefalle. Ludwig wird losgeschickt, um Hilfe zu holen.                                                                                  |
| 5  | Prinz Dreckspatz           | Naya will "Prinz und Prinzessin" spielen. Jo, der schmutzig zu Hause ankommt, weigert sich, sich zu waschen. Caruso und Naya wollen ihn mit einer List dazu bringen, sich zu waschen, und ihn zur Belohnung zum Prinzen küren.                                                        |
| 6  | Das Saugmonster            | Pauls Mutter schaltet den Staubsauger an, und Ludwig gerät in den Sog. Naya und Jo überlegen, wie sie ihren Freund retten können. |
| 7  | Drachenflieger             | Jo findet Pauls alten Drachen auf dem Schrank. Nur mit Mühe schaffen sie es, den Drachen steigen zu lassen. |
| 8  | Die Gespensterjagd         | Ein weißes Wesen, das nachts durch das Zimmer schwebt, ermutigt die drei Freunde, auf Gespensterjagd zu gehen. |
| 9  | Robo spinnt!               | Paul hat einen Spielzeugroboter geschenkt bekommen, mit dem die Jonalus spielen. Durch einen Unfall gerät der Roboter plötzlich außer Kontrolle. |
| 10 | Apfelmus für die JoNaLus   | Die Jonalus haben Appetit auf Apfelmus, das sich in der Vorratskammer befindet. Sie scheuen keine Mühen, um das leckere Mus zu bekommen. |
| 11 | Flieg, Rakete! Flieg!      | Die drei Freunde spielen mit Pauls Rakete. Weil Jo diese als erstes entdeckt hat, beansprucht er das Kommando am Steuer, worauf es zum Streit mit Naya kommt. |
| 12 | Der Hicks muss weg         | Ludwig bekommt einen Schluckauf. Jo und Naya versuchen alles, um ihn davon zu kurieren. |
| 13 | Das große Spiel            | Die Jonalus und ihre Freunde gründen zwei Fußballteams und treten zum großen Fußballspiel gegeneinander an. |
| 14 | Dicke Freunde              | Naya hat eine dicke Beule. Jo und Echsenmädchen Min Lin möchten eine Salbe dagegen oben vom Schrank holen und versuchen hinaufzuklettern. Doch sie stürzen ab, können jedoch weich landen.                                                                                            |
| 15 | Häuptling Adlerfeder       | Naya und Jo spielen Indianer. Sie üben schleichen und Tipi bauen, bis ein Unwetter aufzieht und der Vogel Stanislaw samt Nest vom Baum fällt. |
| 16 | Überall Banditen           | Jo ist Lokomotivführer und dreht begeistert seine Runden. Naya und Lu wollen auch Zug fahren. Doch Jo nimmt sie nicht mit. Das lassen Naya und Lu sich nicht gefallen. |
| 17 | Tag am Meer                | Naya hat einen wunderbaren Ausflug zum Teich gewonnen. Doch statt im Wasser zu planschen, geraten Jo, Naya und Käfer Ludwig in eine Sandkastenwüste. Ihnen zu Hilfe kommt daraufhin Nicolaj, der Maulwurf.                                                                            |
| 18 | Wo ist Rosalie?            | Nayas Puppe Rosalie ist beim Spielen kaputt gegangen und Jo, Naya und Ludwig versuchen den Puppenarm wieder festzukleben. |
| 19 | Schöne Töne                | Paul hat ein Klavier bekommen. Jo, Naya und Lu probieren es aus. Als Jo wissen will, wo die Töne herkommen, wird er im Inneren des Klaviers eingesperrt. |
| 20 | Die Husteritis geht um     | Die Möhrenvorräte sind alle. Jo soll helfen, neue zu ernten. Plötzlich bekommt er einen seltsamen Hustenreiz. Naya gibt Jo Kekse, um ihn zu heilen. Plötzlich scheinen auch Lu und der Vogel Stanislaw krank zu werden. Naya hat alle Hände voll zu tun, ihre Patienten zu versorgen. |
| 21 | Der Kaufladen              | Naya und Sibel wollen in Jos Kaufladen einkaufen. Geld dafür malen sie sich einfach. Kaufmann Jo ist glücklich. |
| 22 | Ludwig kann nicht schlafen | Ludwig will nicht schlafen. Da es jedoch schon spät ist, suchen Jo und Naya nach einer Möglichkeit Ludwig zum Schlafen zu bringen. Frosch Caruso hilft ihnen bei diesem Versuch. |
| 23 | Heiß und kalt              | Jo, Naya und Käfer Ludwig suchen an einem warmen Tag im Gefrierfach Eis. |
| 24 | Tanz auf dem Seil          | Als Naya beim Seiltanz ihre Glücksblume verliert, geht alles schief. Gemeinsam mit Glühwürmchen Minou sucht sie nach einem neuen Glücksbringer. |
| 25 | Der Piratenschatz          | Naya, Jo und Ludwig finden eine Karte und vermuten es handelt sich um eine Piratenschatzkarte. Sofort machen sie sich auf die Suche. Doch dabei gerät Naya in Not und Jo muss sie retten.                                                                                             |
| 26 | Hokuspokus                 | Jo und Naya finden einen Stab und überlegen, was das für ein Stab sein könnte. Naya sieht darin das Horn für ihr Einhorn, aber für Jo ist es der Zauberstab von Jo Jojolino. Als Jo einen Zaubertrick ausprobiert, verwandelt er Käfer Lu scheinbar in einen Stein.                   |

## CDs und DVDs

### CDs
Seit 2014 erscheinen Hörspiele zu den Folgen auf CD. Dafür wurde der Original-Ton um einen Erzähler erweitert. Die Folgen 8, 10 und teilweise auch 7 enthalten Lieder aus der Serie.
| Folge | Jahr | Episode | Titel                    |
| ----- | ---- | ------- | ------------------------ |
| 1     | 2014 | 1       | Der Wandertag            |
| 1     | 2014 | 2       | Kunterbunt gemalt        |
| 2     | 2014 | 3       | Der Pusteblumentag       |
| 2     | 2014 | 4       | In der Falle             |
| 3     | 2014 | 5       | Prinz Dreckspatz         |
| 3     | 2014 | 6       | Das Saugmonster          |
| 4     | 2014 | 7       | Drachenflieger           |
| 4     | 2014 | 8       | Die Gespensterjagd       |
| 5     | 2014 | 9       | Robo spinnt!             |
| 5     | 2014 | 10      | Apfelmus für die JoNaLus |
| 6     | 2015 | 11      | Flieg, Rakete! Flieg!    |
| 6     | 2015 | 12      | Der Hicks muss weg       |
| 7     | 2015 | 13      | Das große Spiel          |
| 7     | 2015 | –       | Sing mit den JoNaLus     |
| 8     | 2015 | –       | Sing mit den JoNaLus     |
| 9     | 2016 | 14      | Dicke Freunde            |
| 9     | 2016 | 15      | Häuptling Adlerfeder     |
| 10    | 2016 | –       | Sing mit den JoNaLus     |
| 11    | 2016 | 16      | Überall Banditen         |
| 11    | 2016 | 17      | Tag am Meer              |
| 12    | 2016 | 18      | Wo ist Rosalie?          |
| 12    | 2016 | 19      | Schöne Töne              |
| 13    | 2017 | 20      | Die Husteritis geht um   |
| 13    | 2017 | 21      | Der Kaufladen            |
| 14    | 2017 | 22      | Lu kann nicht schlafen   |
| 14    | 2017 | 23      | Heiß und kalt            |
| 15    | 2017 | 24      | Tanz auf dem Seil        |
| 15    | 2017 | 25      | Der Piratenschatz        |
| 15    | 2017 | 26      | Hokuspokus               |

### DVDs

#### Staffel 1
Von den DVDs der ersten Staffel wurden bis 2016 66.000 Exemplare verkauft.
- DVD 1 (Episoden 1 bis 3) (2013)
- DVD 2 (Episoden 4 bis 6) (2014)
- DVD 3 (Episoden 7 bis 9) (2014)
- DVD 4 (Episoden 10 bis 13) (2014)
- 1. Staffel (4-DVD-Boxset) (2014)

#### Staffel 2
- DVD 5 (Episoden 14 bis 16) (2016)
- DVD 6 (Episoden 17 bis 19) (2016)
- DVD 7 (Episoden 20 bis 22) (2016)
- DVD 8 (Episoden 23 bis 26) (2016)
- 2. Staffel (4-DVD-Boxset) (2017)
- 1. & 2. Staffel (8-DVD-Boxset) (2017)

## Auszeichnungen
Im Rahmen der Frankfurter Buchmesse wurde JoNaLu im Oktober 2010 mit der Online-Auszeichnung GIGA-Maus 2010 in der Kategorie Vorschule ausgezeichnet. Begründet wurde diese Auszeichnung mit dem hervorragenden Spiel- und Lernangebot auf der Internetseite von zdftivi.de.